# Емил Рауш
Емил Рауш (Берлин, 11. септембар 1882 — Берлин, 14. децембар 1954) је био немачки пливач, двоструки олимпијски победник на Летњим олимпијским играма 1904. Био је члан Пливачког клуба Посејдон из Берлина.
Емил Рауш је био први немачки освајач златне олимпијске медаље у пливању. На Олимпијским играма 1904. у Сент Луису, освојио је две златне медаље у пливању слободним стилом на 880 јарди и једну миљу и бронзану на 220 јарди, такође слободним стилом.
На националном нивоу, Емил Рауш је у периоду од 1901. до 1907. седам пута био немачки првак у пливању на 1.500 м слободним стилом. Године 1903 и 1905. освајао је немачка првенства на 100 метара слободним стилом.
Рауш је учествовао и на Олимпијским међуиграма 1906. у Атини, организованим на десетогодишњицу одржавања првих модерних Олимпијских игара 1896. Такмичио се у две пливачке дисциплине. У трци на једну миљу био је пети, а са немачком штафетом 4 х 250 метара слободним стилом освојио је друго место. Резултате и медаље остварене на овим међуиграма МОК не признаје у олимпијске, нити се приписују земљама чији су их представници освојили.
За своје резултате и допринос развоју пливачког спорта примљен је 1968. у Међународну Кућу славних водених спортова.